# The Eminem Show
The Eminem Show är Eminems fjärde musikalbum samt hans tredje med Interscope. Det släpptes 26 maj 2002 och vid slutet av året hade det sålts i över 9,8 miljoner exemplar i USA och över 19 miljoner över världen. 
Albumet ligger även rankat som nummer 265 av de 500 bästa albumen genom tiderna på en lista av tidningen Rolling Stone.

## Låtlista
1. "Curtains Up" - 0:29
2. "White America" - 5:24
3. "Business" - 4:11
4. "Cleanin' Out My Closet" - 4:57
5. "Square Dance" - 5:23
6. "The Kiss" - 1:15
7. "Soldier - 3:46
8. "Say Goodbye Hollywood" - 4:32
9. "Drips" med Obie Trice - 4:45
10. "Without Me" - 4:50
11. "Paul Rosenberg" - 0:22
12. "Sing for the Moment" - 5:39
13. "Superman" med Dina Rae - 5:50
14. "Hailie's Song" - 5:20
15. "Steve Berman (Skit)" - 0:33
16. "When the Music Stops" med D-12 - 4:29
17. "Say What You Say" med Dr. Dre - 5:09
18. "'Till I Collapse" med Nate Dogg - 4:57
19. "My Dad's Gone Crazy" med Hailie Jade - 4:27
20. "Curtains Close" med Ken Kaniff - 1:01

På vissa utgåvor finns inte spåret "Drips" med.

## Medverkande
- Trumprogrammering: DJ Head, Mel Man
- Bas: Jeff Bass
- Gitarr: Jeff Bass, Steve King
- Keyboards: Ron Feemster